# 蒙洛尔 (阿韦龙省)
蒙洛尔（法語：Montlaur，法語發音：[mɔ̃lɔʁ] ⓘ）是法国阿韦龙省的一个市镇，属于米约区。

## 地理
蒙洛尔（43°52'45"N, 2°50'2"E）面积41.57 平方千米，位于法国奧克西塔尼大區阿韦龙省，该省份为法国南部内陆省份，位于法國中央高原南部，北起顺时针与康塔爾省、洛泽尔省、加尔省、埃罗省、塔恩省、塔恩-加龙省和洛特省接壤。
与蒙洛尔接壤的市镇（或旧市镇、城区）包括：朗斯河畔贝尔蒙、卡马雷斯、日萨克、穆讷-普罗昂库、勒布尔吉勒、瓦布尔拉拜。

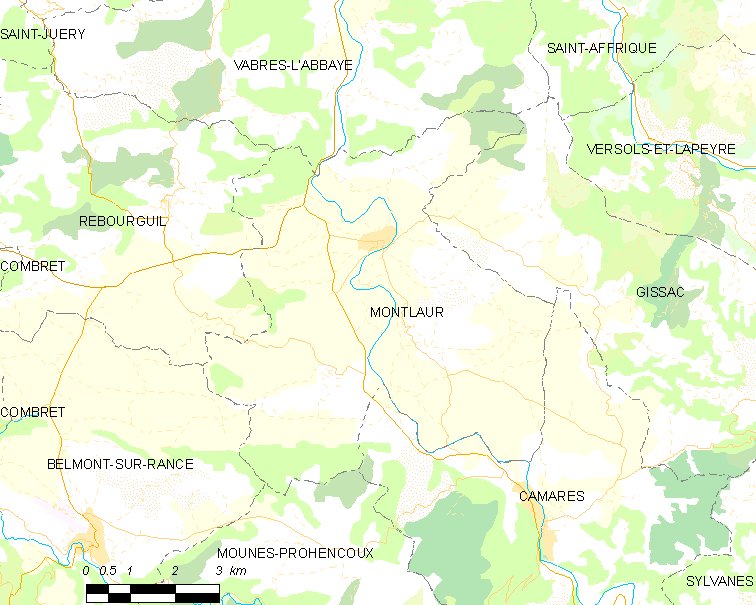
的OSM定位图

蒙洛尔的时区为UTC+01:00、UTC+02:00（夏令时）。

## 行政
蒙洛尔的邮政编码为12400，INSEE市镇编码为12154。

## 政治
蒙洛尔所属的省级选区为科斯-鲁日耶县。

## 人口

1962-2008年间人口变化图示

蒙洛尔于2022年1月1日时的人口数量为660人。